# Leptogenys voeltzkowi
Leptogenys voeltzkowi är en myrart som beskrevs av Auguste-Henri Forel 1897. Leptogenys voeltzkowi ingår i släktet Leptogenys och familjen myror. Inga underarter finns listade i Catalogue of Life.

## Bildgalleri

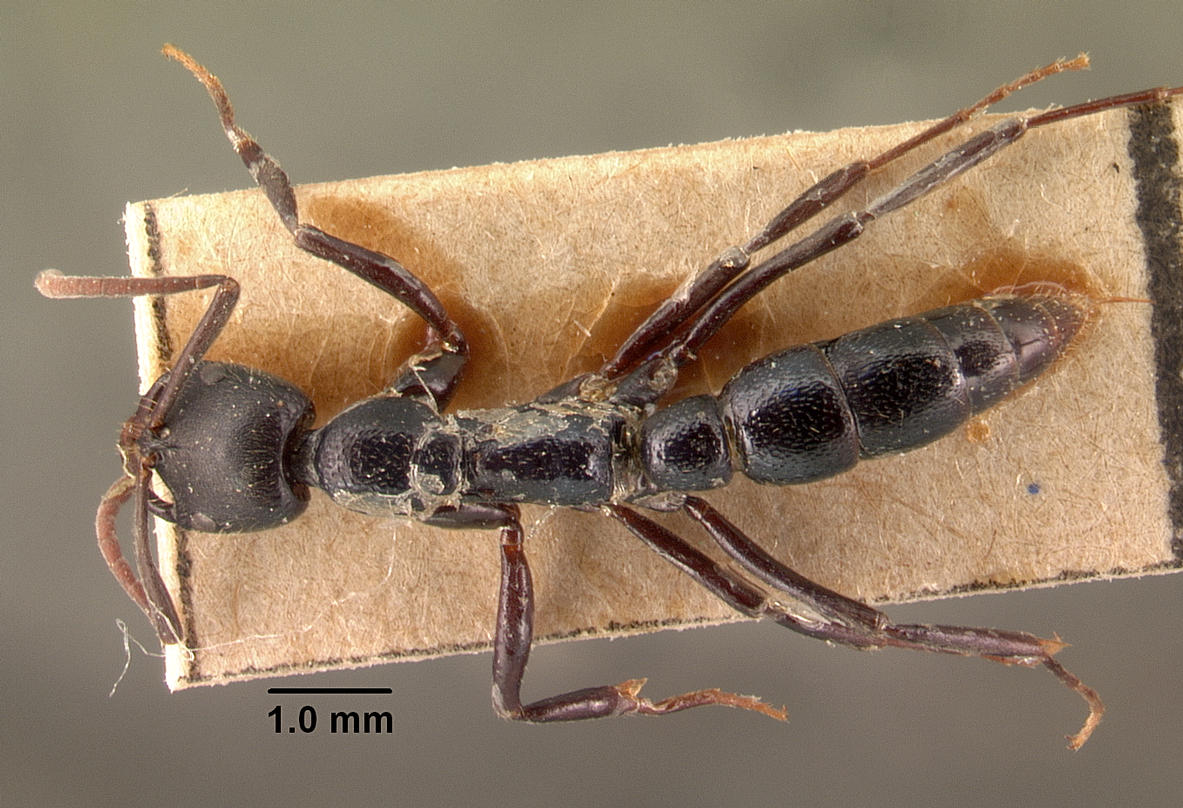
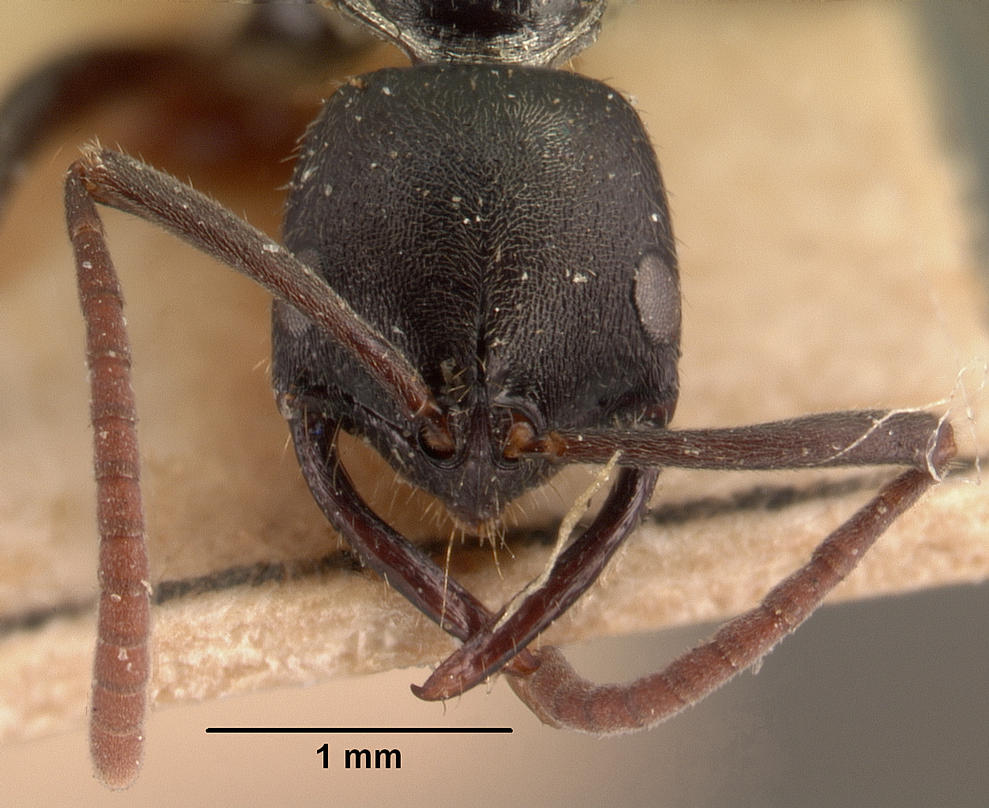
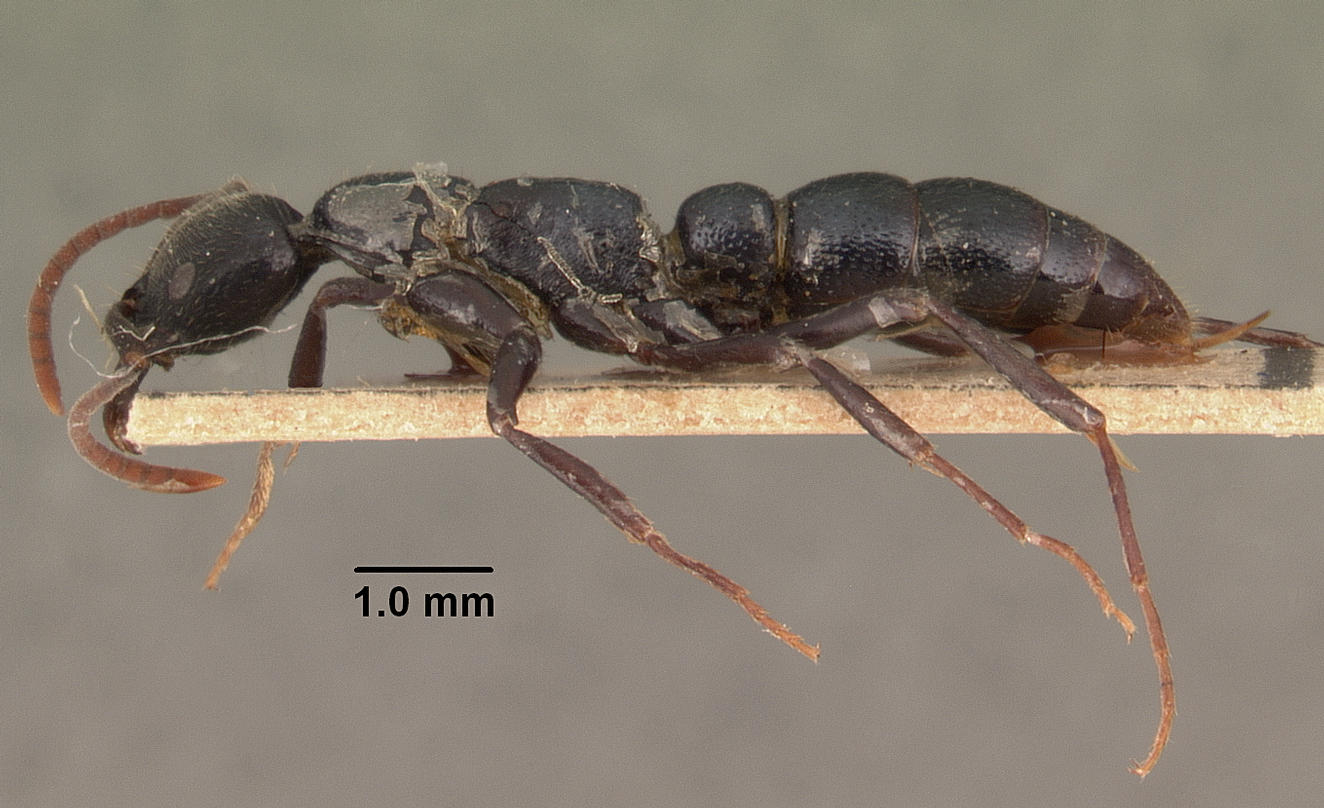
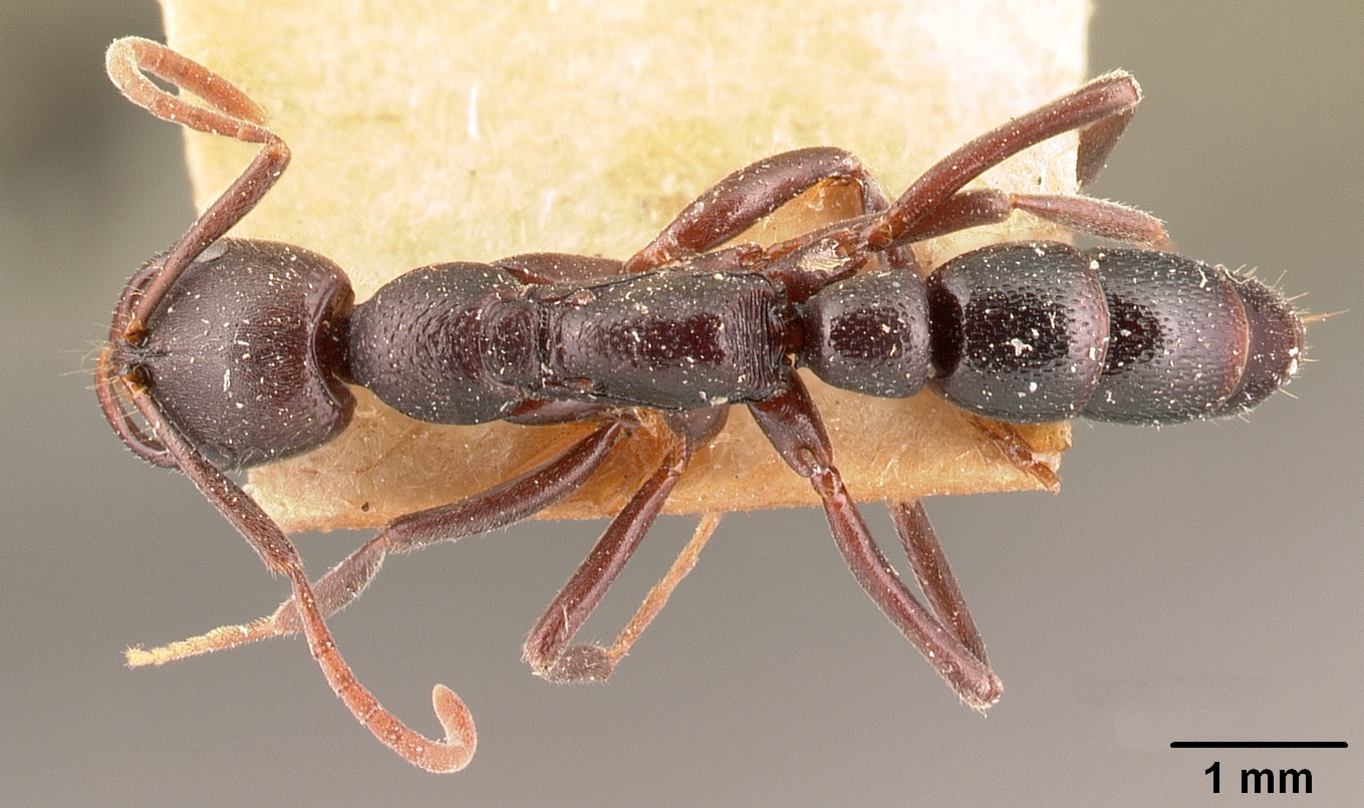
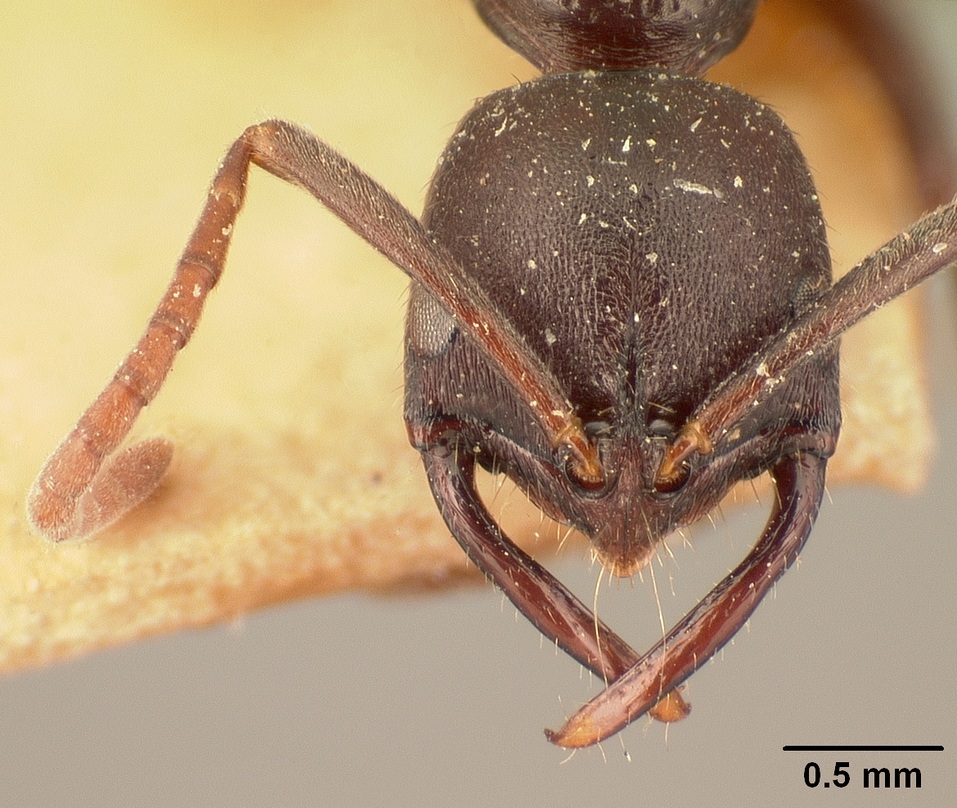
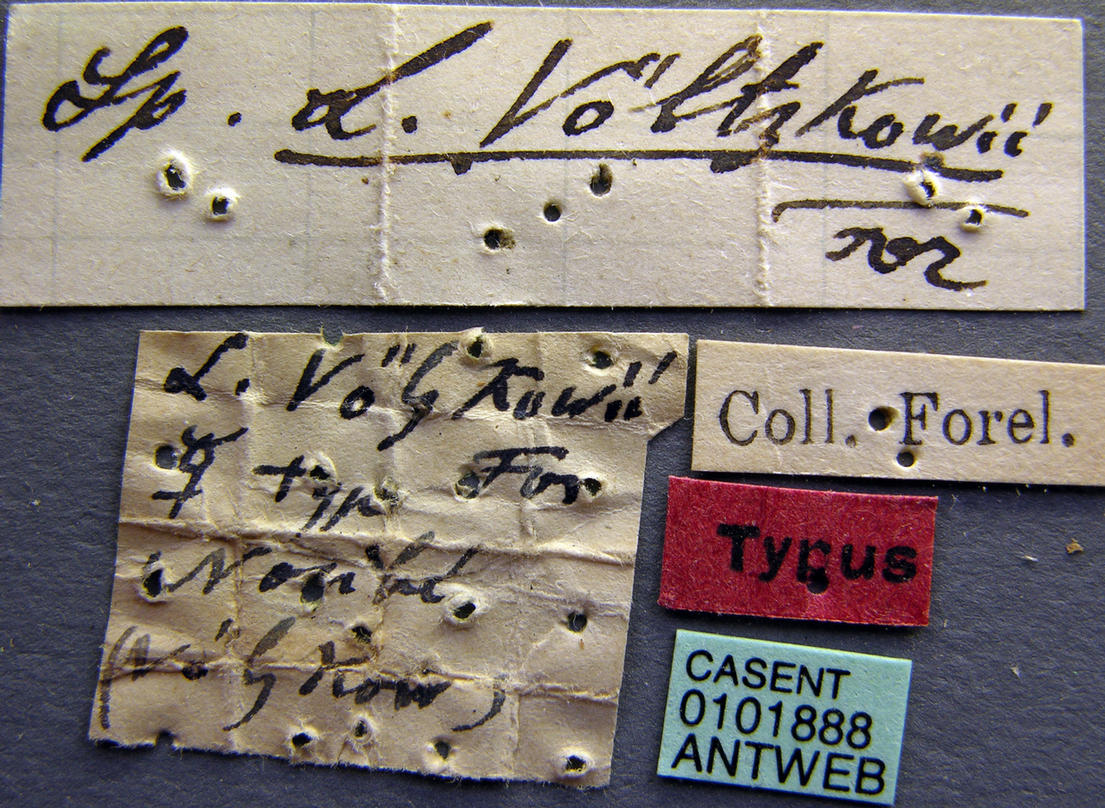